# 이요히미역
이요히미역(일본어: 伊予氷見駅 이요히미에키[*])은 일본 에히메현 사이조시에 있는 시코쿠 여객철도 요산선의 역이다. 역 번호는 Y33이며, 단선 승강장 1면 1선의 구조를 지닌 지상역이자 무인역이다.

## 역 주변
- 사이조 시 사이조 세부 공원
- 이시오카 진자

## 역사
- 1961년 6월 1일 : 개업.
- 1987년 4월 1일 : 민영화에 의해, 시코쿠 여객철도로 이관.

## 인접 정차역
| 시코쿠 여객철도 요산선          | 시코쿠 여객철도 요산선 | 시코쿠 여객철도 요산선        |
| ------------------------------- | ---------------------- | ----------------------------- |
| Y 32 이시즈치야마 다카마쓰 방면 | 요산 선                | 이요코마쓰 Y 34 마쓰야마 방면 |